# Gabbo le ventriloque
Pour plus de détails, voir Fiche technique et Distribution.
Gabbo le ventriloque (The Great Gabbo) est un film dramatique américain, partiellement musical, réalisé par James Cruze, sorti en 1929, sur un scénario de Hugh Herbert d'après une histoire originale de Ben Hecht.

## Synopsis
Gabbo est un ventriloque qui fait des tournées avec son assistante Mary et sa marionnette Otto. Un soir, Mary fait une erreur et Gabbo la force à quitter le spectacle. Deux ans plus tard, Gabbo est en tête d'affiche de la Manhattan Revue, dans laquelle Mary a aussi un numéro de chant et danse avec son nouveau partenaire, Frank. Alors que Gabbo commence à se rendre compte qu'il est amoureux de Mary, celle-ci lui apprend que Frank est en fait son mari. Gabbo, devenu à moitié fou, perturbe le spectacle et casse sa marionnette. Viré de la revue, il quitte le théâtre avec sa poupée sous le bras alors que les lettres formant « The Great Gabbo » sont enlevées de la façade.

## Fiche technique
- Titre original : The Great Gabbo
- Titre français : Gabbo le ventriloque
- Réalisation : James Cruze, Erich von Stroheim (non crédité)
- Scénario : Hugh Herbert, d'après The Rival Dummy, une histoire originale de Ben Hecht
- Direction artistique : Robert E. Lee[1]
- Costumes : André-ani
- Photographie : Ira H. Morgan
- Son : Helmar Bergman
- Arrangements : Howard Jackson
- Production : James Cruze
- Société de production : James Cruze Productions
- Société de distribution : Sono Art-World Wide Pictures
- Pays de production :  États-Unis
- Langue originale : anglais
- Format : Couleurs[2] - Noir et blanc - 35 mm - 1,37:1 - Mono (Western Electric Recording)
- Genre : drame
- Durée : 91 minutes (selon l'AFI), 92 minutes (selon IMDB), 95 minutes (selon Silent Era)
- Date de sortie : 
  - États-Unis, 12 septembre 1929 (première à New York)
- Licence : domaine public

## Distribution
- Erich von Stroheim : Gabbo
- Betty Compson : Mary
- Donald Douglas : Frank
- Marjorie Kane : Babe
- Marbeth Wright : une danseuse
- Harry Ross : interprète
- John F. Hamilton : voisin
- George Grandee : Otto (voix)

## Bande originale
- The New Step (interprète : Marjorie Kane), I'm in Love With You (interprètes : Betty Compson et Donald Douglas), The Web of Love (interprètes : Betty Compson et Donald Douglas), The Ga-Ga Bird (morceau perdu) : paroles et musique de Paul Titsworth et Lynn Cowan
- Icky (interprète : Otto, alias George Grandee), Every Now and Then (interprètes : Marjorie Kane et Donald Douglas), I'm Laughing (interprète : Otto, alias George Grandee) : paroles et musique de Donald McNamee et King Zany

## Production
- Erich von Stroheim est au chômage lorsque James Cruze lui propose le rôle, et Cruze lui-même est en difficulté depuis le flop de Vaincre ou mourir (Old Ironsides) (1926)[3].
- Le numéro The Ga-Ga Bird a été filmé mais est absent des copies en circulation, y compris celle restaurée par la Bibliothèque du Congrès. James Cozart, qui a supervisé cette restauration, croit que The Ga-Ga Bird (et peut-être aussi The Web of Love) a été filmé en couleur peu après le tournage du reste du film, afin d'avoir un argument publicitaire supplémentaire. Mais il est possible que la qualité médiocre de la couleur a été la cause du retrait de ces scènes pour la sortie en salles[3].

## Accueil
- Même si le magazine Film Daily (en) loue le film pour ses numéros de chant et de danse, ce n'est pas tout à fait le cas pour Variety et le New York Times qui trouvent sa partie en couleurs de piètre qualité[3].
- En revanche, Variety reconnaît la présence de Stroheim à l'écran[4]

## Autour du film
- Gabbo le ventriloque est le premier film parlant d'Erich von Stroheim[5]
- Cette volonté de faire un film musical fait cohabiter dans le même film une intrigue entre Gabbo et son assistante et des numéros de cabaret ou de variétés sans aucun rapport avec cette intrigue[3].
- Dans la série d'animation les Simpson, le nom de Gabbo est repris par une marionnette animée par un ventriloque (et par sa volonté propre).